# روني وو
روني وو (بالإنجليزية: Ronnie Woo)‏ هو عارض أمريكي، ولد في 1 مارس 1985 في سياتل في الولايات المتحدة.